# Alijó
Alijó é uma vila portuguesa localizada na sub-região do Douro, pertencendo à região do Norte e ao distrito de Vila Real. 
É sede do município de Alijó que tem uma área total de 298 km2, 10 390 habitantes em 2022 e uma densidade populacional de 34,9 habitantes por km2, subdividido em 14 freguesias. O município é limitado a norte pelos municípios de Vila Pouca de Aguiar e Murça, a leste por Carrazeda de Ansiães, a sul por São João da Pesqueira e a oeste por Sabrosa.

## Freguesias

Freguesias do concelho de Alijó.

O município de Alijó está dividido em 14 freguesias:
- Alijó (sede)
- Carlão e Amieiro
- Castedo e Cotas
- Favaios (vila)
- Pegarinhos
- Pinhão (vila)
- Pópulo e Ribalonga
- Sanfins do Douro (vila)
- Santa Eugénia
- São Mamede de Ribatua
- Vale de Mendiz, Casal de Loivos e Vilarinho de Cotas
- Vila Chã
- Vila Verde
- Vilar de Maçada (vila)

### Freguesias extintas, em 2013
- Amieiro
- Carlão
- Casal de Loivos
- Castedo
- Cotas
- Pópulo
- Ribalonga (Alijó)
- Vale de Mendiz
- Vilarinho de Cotas

### Aldeias anexas
- Agrelos, Sanfins do Douro
- Balsa, Vila Verde
- Cabeda, Vilar da Maçada
- Carvalho, Vila Chã
- Casas da Serra, Carlão
- Castorigo, Pegarinhos
- Chã, Vila Chã
- Cheires, Sanfins do Douro
- Francelos, Vilar da Maçada
- Franzilhal, Carlão
- Freixo, Vila Verde
- Fundões, Vila Verde
- Granja, Alijó
- Jorjais, Vila Verde
- Mondego, Favaios
- Perafita, Vila Verde
- Póvoa, Cotas
- Presandães, Alijó
- Rapadoura, Ribalonga
- Safres, São Mamede do Ribatua
- Sanradela, Vilar da Maçada
- Soutelinho, Favaios
- Souto de Escarão, Vila Verde
- Vale de Agodim, Vila Verde
- Vale de Cunho, Pópulo
- Vale de Mir, Pegarinhos

## Património
- Pelourinho de Alijó
- Pelourinho de São Mamede de Ribatua
- Anta de Fonte Coberta

## Economia
A zona norte do concelho de Alijó tem uma grande aptidão para a floresta e tudo o que a ela está associado, nomeadamente a pastorícia e caça. No concelho existem cerca de duas dezenas de rebanhos com um número significativo de cabeças de gado, essencialmente virados para a produção de carne.

Na zona sul do concelho o sector do vinho é dominante, sendo Alijó o concelho com maior área de vinha, como também em número de pipas de vinho do Porto produzido. Trata-de do motor da economia do concelho. Uma das marcas mais importantes é o Favaios, produzido a partir da casta moscatel.

## Política

### Eleições autárquicas[4]
| Data | %     | V     | %       | V       | %       | V       | %            | V            | %              | V  | %              | V      | %              | V       | %              | V   | %  | V  | Participação |                |
| Data | PS    | PS    | PPD/PSD | PPD/PSD | CDS-PP  | CDS-PP  | FEPU/APU/CDU | FEPU/APU/CDU | AD             | AD | UDP/BE         | UDP/BE | PSD-CDS        | PSD-CDS | IND            | IND | CH | CH | Participação |                |
| ---- | ----- | ----- | ------- | ------- | ------- | ------- | ------------ | ------------ | -------------- | -- | -------------- | ------ | -------------- | ------- | -------------- | --- | -- | -- | ------------ | -------------- |
| Data | 1976  | 40,35 | 3       | 38,31   | 3       | 10,32   | 1            | 4,73         | -              |    |                |        |                |         |                |     |    |    |              | 68,08 / 100,00 |
| 1979 | 33,59 | 2     | AD      | AD      | AD      | AD      | 3,64         | -            | 58,92          | 5  | 0,71           | -      | 79,61 / 100,00 |         |                |     |    |    |              |                |
| 1982 | 34,96 | 3     | AD      | AD      | AD      | AD      | 4,66         | -            | 56,01          | 4  |                |        | 74,98 / 100,00 |         |                |     |    |    |              |                |
| 1985 | 13,64 | 1     | 47,73   | 4       | 31,43   | 2       | 2,85         | -            |                |    | 72,83 / 100,00 |        |                |         |                |     |    |    |              |                |
| 1989 | 42,54 | 3     | 48,10   | 4       |         |         | 4,34         | -            | 69,01 / 100,00 |    |                |        |                |         |                |     |    |    |              |                |
| 1993 | 38,50 | 3     | 36,33   | 3       | 19,04   | 1       | 1,79         | -            | 70,88 / 100,00 |    |                |        |                |         |                |     |    |    |              |                |
| 1997 | 56,24 | 5     | 33,53   | 2       | 4,50    | -       | 1,51         | -            | 68,13 / 100,00 |    |                |        |                |         |                |     |    |    |              |                |
| 2001 | 46,44 | 4     | 45,16   | 3       | 2,18    | -       | 1,67         | -            | 69,18 / 100,00 |    |                |        |                |         |                |     |    |    |              |                |
| 2005 | 56,15 | 4     | CDS-PP  | CDS-PP  | PPD/PSD | PPD/PSD | 2,04         | -            | 37,90          | 3  | 68,90 / 100,00 |        |                |         |                |     |    |    |              |                |
| 2009 | 56,24 | 4     | CDS-PP  | CDS-PP  | PPD/PSD | PPD/PSD | 2,21         | -            | 37,85          | 3  | 64,86 / 100,00 |        |                |         |                |     |    |    |              |                |
| 2013 | 28,46 | 2     | 39,79   | 3       | 3,09    | -       | 1,91         | -            |                |    | 21,36          | 2      | 63,07 / 100,00 |         |                |     |    |    |              |                |
| 2017 | 38,52 | 3     | CDS-PP  | CDS-PP  | PPD/PSD | PPD/PSD | 2,66         | -            | 9,33           | -  | 44,69          | 4      |                |         | 65,06 / 100,00 |     |    |    |              |                |
| 2021 | 30,87 | 2     | CDS-PP  | CDS-PP  | PPD/PSD | PPD/PSD | 1,77         | -            |                |    | 59,99          | 5      | 1,92           | -       | 64,79 / 100,00 |     |    |    |              |                |

### Eleições legislativas
| Data | %     | %     | %     | %     | %     | %     | %        | %     | %    | %     | %    | %   | %       | % | %  | %  |  |
| Data | PSD   | PS    | CDS   | PCP   | UDP   | AD    | APU/ CDU | FRS   | PRD  | PSN   | BE   | PAN | PSD CDS | L | CH | IL |  |
| ---- | ----- | ----- | ----- | ----- | ----- | ----- | -------- | ----- | ---- | ----- | ---- | --- | ------- | - | -- | -- |  |
| Data | 1976  | 35,38 | 29,35 | 20,98 | 2,89  | 0,79  |          |       |      |       |      |     |         |   |    |    |  |
| 1979 | AD    | 28,67 | AD    | APU   | 1,23  | 55,96 | 4,88     |       |      |       |      |     |         |   |    |    |  |
| 1980 | AD    | FRS   | AD    | APU   | 0,52  | 59,40 | 4,46     | 26,79 |      |       |      |     |         |   |    |    |  |
| 1983 | 37,31 | 36,12 | 13,07 | APU   | 0,65  |       | 5,33     |       |      |       |      |     |         |   |    |    |  |
| 1985 | 34,83 | 28,11 | 15,91 | APU   | 0,81  | 6,08  | 6,97     |       |      |       |      |     |         |   |    |    |  |
| 1987 | 56,62 | 23,69 | 6,79  | CDU   | 0,54  | 4,18  | 1,16     |       |      |       |      |     |         |   |    |    |  |
| 1991 | 54,96 | 30,13 | 5,33  | CDU   |       | 2,88  | 0,55     | 1,34  |      |       |      |     |         |   |    |    |  |
| 1995 | 45,62 | 40,02 | 7,73  | CDU   | 0,54  | 1,89  |          | 0,41  |      |       |      |     |         |   |    |    |  |
| 1999 | 42,52 | 42,74 | 7,39  | CDU   |       | 2,30  | 0,36     | 0,92  |      |       |      |     |         |   |    |    |  |
| 2002 | 51,50 | 34,21 | 8,12  | CDU   | 1,77  |       | 1,03     |       |      |       |      |     |         |   |    |    |  |
| 2005 | 35,54 | 49,39 | 5,84  | CDU   | 2,56  | 2,27  |          |       |      |       |      |     |         |   |    |    |  |
| 2009 | 35,93 | 43,11 | 8,43  | CDU   | 2,80  | 4,77  |          |       |      |       |      |     |         |   |    |    |  |
| 2011 | 45,43 | 35,88 | 7,94  | CDU   | 2,94  | 2,02  | 0,47     |       |      |       |      |     |         |   |    |    |  |
| 2015 | CDS   | 36,52 | PSD   | CDU   | 3,46  | 4,67  | 0,57     | 47,19 | 0,38 |       |      |     |         |   |    |    |  |
| 2019 | 34,14 | 40,93 | 4,68  | CDU   | 2,46  | 6,10  | 1,27     |       | 0,53 | 0,75  | 0,24 |     |         |   |    |    |  |
| 2022 | 36,69 | 43,59 | 2,01  | CDU   | 1,86  | 1,94  | 0,74     | 0,53  | 7,39 | 1,97  |      |     |         |   |    |    |  |
| 2024 | AD    | 32,92 | AD    | CDU   | 36,22 | 1,10  | 2,52     | 0,92  | 0,96 | 17,70 | 1,83 |     |         |   |    |    |  |

## Evolução da população do município
★ Os Recenseamentos Gerais da população portuguesa tiveram lugar a partir de 1864, regendo-se pelas orientações do Congresso Internacional de Estatística de Bruxelas de 1853. Encontram-se disponíveis para consulta no site do Instituto Nacional de Estatística (INE). 
| Número de habitantes | Número de habitantes | Número de habitantes | Número de habitantes | Número de habitantes | Número de habitantes | Número de habitantes | Número de habitantes | Número de habitantes | Número de habitantes | Número de habitantes | Número de habitantes | Número de habitantes | Número de habitantes | Número de habitantes | Número de habitantes |
| -------------------- | -------------------- | -------------------- | -------------------- | -------------------- | -------------------- | -------------------- | -------------------- | -------------------- | -------------------- | -------------------- | -------------------- | -------------------- | -------------------- | -------------------- | -------------------- |
| 1864                 | 1878                 | 1890                 | 1900                 | 1911                 | 1920                 | 1930                 | 1940                 | 1950                 | 1960                 | 1970                 | 1981                 | 1991                 | 2001                 | 2011                 | 2021                 |
| 18 866               | 19 947               | 19 239               | 19 919               | 19 786               | 18 030               | 20 452               | 23 105               | 23 994               | 23 511               | 17 125               | 18 846               | 16 327               | 14 320               | 11 942               | 10 486               |

(Obs.: Número de habitantes "residentes", ou seja, que tinham a residência oficial neste concelho à data em que os censos  se realizaram.)
| Número de habitantes por grupo etário | Número de habitantes por grupo etário | Número de habitantes por grupo etário | Número de habitantes por grupo etário | Número de habitantes por grupo etário | Número de habitantes por grupo etário | Número de habitantes por grupo etário | Número de habitantes por grupo etário | Número de habitantes por grupo etário | Número de habitantes por grupo etário | Número de habitantes por grupo etário | Número de habitantes por grupo etário | Número de habitantes por grupo etário | Número de habitantes por grupo etário |
| ------------------------------------- | ------------------------------------- | ------------------------------------- | ------------------------------------- | ------------------------------------- | ------------------------------------- | ------------------------------------- | ------------------------------------- | ------------------------------------- | ------------------------------------- | ------------------------------------- | ------------------------------------- | ------------------------------------- | ------------------------------------- |
|                                       | 1900                                  | 1911                                  | 1920                                  | 1930                                  | 1940                                  | 1950                                  | 1960                                  | 1970                                  | 1981                                  | 1991                                  | 2001                                  | 2011                                  | 2021                                  |
| 0-14 Anos                             | 6 885                                 | 7 034                                 | 5 835                                 | 6 719                                 | 7 815                                 | 7 983                                 | 7 896                                 | 5 700                                 | 5 326                                 | 3 522                                 | 2 086                                 | 1 346                                 | 957                                   |
| 15-24 Anos                            | 4 033                                 | 3 466                                 | 3 469                                 | 3 747                                 | 4 136                                 | 4 465                                 | 3 930                                 | 2 470                                 | 3 207                                 | 2 629                                 | 2 019                                 | 1 198                                 | 915                                   |
| 25-64 Anos                            | 8 867                                 | 8 213                                 | 7 614                                 | 8 696                                 | 9 500                                 | 10 194                                | 10 039                                | 7 265                                 | 7 901                                 | 7 506                                 | 6 993                                 | 6 043                                 | 5 160                                 |
| = ou > 65 Anos                        | 1 179                                 | 1 246                                 | 1 031                                 | 1 205                                 | 1 253                                 | 1 564                                 | 1 646                                 | 1 690                                 | 2 412                                 | 2 670                                 | 3 222                                 | 3 355                                 | 3 454                                 |

(Obs: De 1900 a 1950 os dados referem-se à população "de facto", ou seja, que estava presente no concelho à data em que os censos se realizaram. Daí que se registem algumas diferenças relativamente à designada população residente)

## Gastronomia
A gastronomia de Alijó inclui o Favaios para aperitivo, os enchidos, a caça, o cabrito no forno, o cordeiro de leite, carne de porco bísaro e o vinho.